# Ringlasergyrokompas
Een ringlasergyrokompas (RLG) is een kompas dat het frequentieverschil van twee tegen elkaar in roterende lichtstralen meet in een draaiende interferometer, gebruik makend van het Sagnac-effect. Het wordt een gyrokompas genoemd, maar is dit feitelijk niet, aangezien het geen gebruik maakt van gyrotollen.

## Geschiedenis
Het oudste kompas is het magnetische kompas. Dit kompas richt zich naar het magnetische noorden. In 1913 werd het eerste gyrokompas op een passagiersschip geïnstalleerd. Dit maakt gebruik van een zeer snel roterende massa die met behulp van precessie noordzoekend wordt gemaakt.
In 1913 werd door de Franse natuurkundige Sagnac het naar hem vernoemde Sagnaceffect ontdekt. De ontwikkeling van de relatief goedkope en eenvoudige helium-neonlaser in 1961 zorgde dat met de ontwikkeling van de ringlasergyro kon worden begonnen. In 1962 maakte W. Macek van de Sperry Corporation het eerste RLG. Midden jaren zeventig was de techniek dusdanig gevorderd dat het een bruikbare en produceerbare techniek was. In 1976 werd een nieuwe aanpak voorgesteld die gebruikmaakt van glasvezel als medium voor het licht, het fibre optic gyrokompas (FOG). Midden jaren tachtig was de FOG productierijp. De gevoeligheid van een FOG ligt lager dan die van een RLG, terwijl de drift ook hoger is, maar de lagere prijs heeft ervoor gezorgd dat het voor minder veeleisende toepassingen veel gebruikt wordt.

## Werking

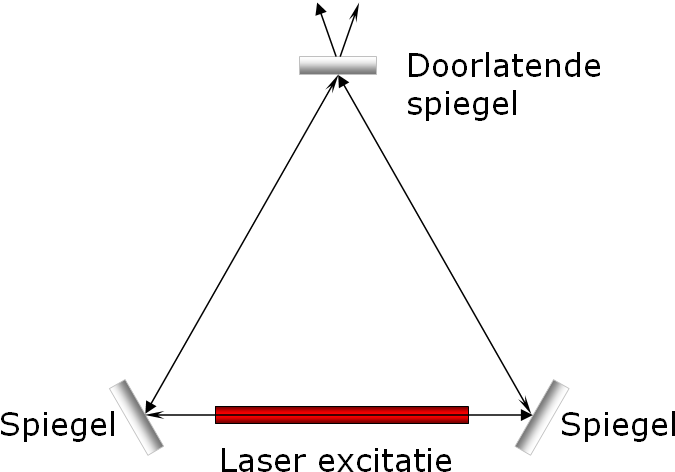
Schema van een ringlasergyrokompas

Over het algemeen is er een driehoekige opstelling van drie spiegels met een laser. De laser zendt twee lichtstralen uit in tegenovergestelde richting. De frequentie van het licht is afhankelijk van de lengte van de trilholte van de laser: de golflengte past een geheel aantal keren in de trilholte, er is een staande golf. De gehele ring is gevuld met een plasma, wat dient als versterkend medium, zodat de ring als geheel de trilholte is. Als het RLG roteert, komen de spiegels voor de ene lichtstraal dichterbij, een schijnbare verkorting van de trilholte, terwijl ze zich verwijderen van de andere lichtstraal, een schijnbare verlenging. De verandering in de lengte van de trilholte veroorzaakt een verandering van golflengte en dus frequentie, aangezien deze nog steeds een geheel aantal keren in de trilholte moet passen. Door de twee lichtstralen te combineren, ontstaat er een interferentiepatroon. Door het verschil in frequentie ontstaat een zweving. De frequentie van deze zweving komt overeen met de hoeksnelheid van het RLG.

### Sagnac-effect

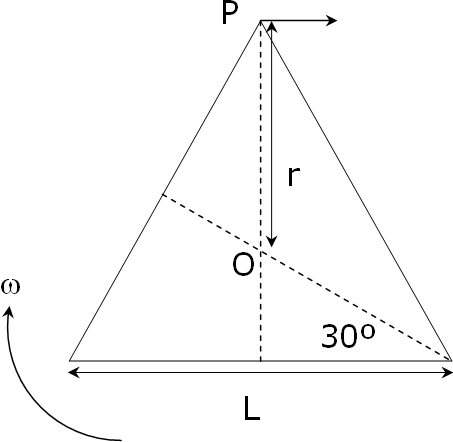
Figuur behorende bij de uitleg van het Sagnac-effect

Bij een stationair RLG legt een lichtstraal de omtrek van de driehoek af in de tijd (zie afbeelding rechts voor de gebruikte notatie):
{\displaystyle t={\frac {3\cdot L}{c}}={\frac {S}{c}}}
waarbij L de lengte van de zijden van de driehoek is, S de omtrek van de driehoek en c de lichtsnelheid.
Zodra het RLG begint te roteren rond O legt P een afstand af van:
{\displaystyle d=\omega \cdot r\cdot t=\omega \cdot r\cdot {\frac {S}{c}}=\omega \cdot {\frac {S}{c}}\cdot r}
Hierbij is de afstand van O tot P:
{\displaystyle r={\frac {L}{2\cdot \cos 30^{o}}}={\frac {L}{\sqrt {3}}}}
De verandering in afgelegde afstand is:
{\displaystyle \Delta S=d\cdot \cos 60^{o}={\frac {d}{2}}}
Dit alles geeft:
{\displaystyle \Delta S={\frac {\omega \cdot S\cdot L}{2\cdot {\sqrt {3}}\cdot c}}={\frac {{\sqrt {3}}\cdot \omega \cdot L^{2}}{2\cdot c}}}
De oppervlakte van de gelijkzijdige driehoek is:
{\displaystyle A={\frac {{\sqrt {3}}\cdot L^{2}}{4}}}
zodat:
{\displaystyle \Delta S={\frac {2\cdot \omega \cdot A}{c}}}
Aangezien de afgelegde afstand een geheel aantal golflengtes moet zijn, geldt:
{\displaystyle n\cdot \lambda =3\cdot L=S}
waarbij n een geheel getal is. Als de afgelegde afstand verandert met ΔS dan verandert de golflengte met:
{\displaystyle \Delta \lambda ={\frac {\Delta S}{n}}={\frac {\lambda \cdot \Delta S}{S}}}
De frequentieverandering is:
{\displaystyle \Delta f={\frac {\Delta v}{v}}={\frac {\Delta \lambda }{\lambda }}={\frac {\Delta S}{S}}}
Aangezien de twee lichtstralen dezelfde frequentieverandering ondergaan, maar in tegengestelde richting, wordt de zwevingsfrequentie:
{\displaystyle f={\frac {4\cdot \omega \cdot A\cdot v}{c\cdot S}}\approx {\frac {4\cdot A\cdot \omega }{\lambda \cdot S}}}
De resonantie-conditie is:
{\displaystyle \Delta \omega \approx {\frac {\omega \cdot \Delta L}{L}}}
Doordat de frequentie van licht extreem hoog is, is dit frequentieverschil aanmerkelijk groter dan het verschil in afgelegde afstand. Hierdoor is de schaalfactor veel groter dan die van een FOG, tenzij deze gebruikmaakt van een extreem lange glasvezel.

### Actieve ringresonatorgyro
De constructie van een driedimensionaal RLG is relatief eenvoudig. De drie gelijkzijdige driehoeken voor de drie rotatieassen kunnen uit één blok kwarts gemaakt worden. Er wordt echter ook gebruikgemaakt van één blok per rotatieas. Hierin wordt de laser aangebracht. De spiegels en de elektroden kunnen aan dit blok bevestigd worden. Een van de drie spiegels is lichtdoorlatend, gewoonlijk ongeveer 1%. Na deze spiegel worden de twee lichtstralen samengevoegd met behulp van een prisma. Met behulp van een fotodetector kan de zwevingsfrequentie gemeten worden.

### Lock-in
Bij langzame rotaties ontstaat bij RLG's het probleem van lock-in. De frequentie van de twee lichtstralen ligt dan zo dicht bij elkaar, dat er een enkele frequentie ontstaat, waardoor de rotatie niet meer gemeten kan worden. Dit wordt opgelost door een hoogfrequente trilling van zeer kleine amplitude aan te brengen. Vaak wordt hiervoor een piëzo-elektrisch element gebruikt. Nadeel hiervan is dat er toch nog bewegende onderdelen zijn.

### Passieve ringgyro
Hierbij is de laser buiten de ring geplaatst. In plaats van het frequentieverschil wordt de faseverschuiving gemeten. Omdat de lichtbron extern is, is de ring zelf namelijk geen trilholte, zodat het aantal golflengtes geen integer getal hoeft te zijn. De frequentie verandert dus niet. Een voordeel is dat er geen sprake is van lock-in. Een nadeel is dat er een veel grotere oppervlakte nodig is om dezelfde nauwkeurigheid te verkrijgen.

## Oriëntatie
We hebben nu een instrument dat de rotatie meet in het vlak van de spoel. Dit vlak kan echter ook roteren ten opzichte van de horizontaal, bijvoorbeeld als het gemonteerd is in een schip of een vliegtuig.
Daarom is het nodig om de oriëntatie in de ruimte bepalen. Om deze reden worden er drie interferometers gebruikt, voor de rotatie-assen, de x-as, de y-as en de z-as. Hiermee wordt een virtueel vlak gecreëerd. De oriëntatie van het virtuele vlak ten opzichte van het horizontale vlak wordt bepaald met hellingsmeters. Hiermee vervalt de noodzaak van een cardanische ophanging.

## Noordzoekend
Als het RLG geheel stationair is, ondervindt het op aarde toch een draaiing door de aardrotatie. Op de evenaar is dit rond de y-as, op de polen rond de z-as. Per definitie is de y-as richting noord, de x-as richting oost en de z-as is de verticaal.
Als een RLG zich stationair op de evenaar bevindt met het instrumentnoorden richting het ware noorden, dan zal de y-as-interferometer toch een rotatie waarnemen; de aardrotatie. Deze is te onderscheiden van een rotatie van het instrument zelf, doordat de hellingsmeters geen verandering zullen waarnemen.
Als het RLG naar het oosten is gericht, dan zal alleen de x-as-interferometer de aardrotatie waarnemen. De tussenliggende hoeken zijn te bepalen uit de verhouding tussen de y-as- en x-as-interferometerwaardes. Zo kan dus het noorden bepaald worden en is het RLG als kompas te gebruiken.
Op hogere breedte zal de z-as-interferometer de aardrotatie ook waarnemen. De x-as- en y-as-interferometer zullen deze juist minder gaan waarnemen, totdat ze bij de polen helemaal niets meer meten. Hier is het RLG dus ook niet te gebruiken, net als een gewoon gyrokompas.
De vermindering van de nauwkeurigheid van een RLG bij toenemende breedte is:
{\displaystyle \Delta \varphi =\left({\frac {b_{gyro}}{\omega }}\cdot \sec B\right)+\left({\frac {b_{acc}}{g}}\cdot \tan B\right)}
waarbij bgyro de gyrofout is, B de breedte, bacc de hellingsmeterfout en g de valversnelling.

## Traagheidsnavigatie
Als voor de hellingsmeting gebruik wordt gemaakt van drie versnellingsmeters, dan zijn alle 6 vrijheidsgraden bekend:
de drie rotaties door de interferometers:
- Slingeren (roll) (rotatie rond de langsscheepse as)
- Stampen (pitch) (rotatie rond de dwarsscheepse as)
- Gieren (yaw) (rotatie rond de verticale as)

De drie lineaire bewegingen door de versnellingsmeters:
- Schrikken (surge) (langsscheepse beweging)
- Verzetten (sway) (dwarsscheepse beweging)
- Dompen (heave) (op- en neergaande beweging)

Als de nauwkeurigheid groot genoeg is, dan kan het RLG ook voor traagheidsnavigatie gebruikt worden.

## Aardrotatie
Om fluctuaties van de aardrotatie te meten worden zeer grote RLG's gebruikt. Het grootste is dat van de University of Canterbury in Christchurch, Nieuw-Zeeland.

## Voordelen
Een ringlasergyrokompas heeft de volgende voordelen boven andere methoden om de stand van een object te meten:
- Weinig bewegende delen
- Geen onderhoud
- Korte inslingertijd
- Compact
- Weinig energieverbruik
- Weinig drift
- Grote nauwkeurigheid
- Trillingen, slingeringen en versnellingen hebben geen invloed

## Toepassingen
Ringlaserkompassen worden gebruikt voor de volgende toepassingen:
- Geofysica
- Ruimtenavigatie
- Vliegtuignavigatie
- Raketnavigatie
- Scheepsnavigatie
- Survey (het meten van posities op aarde)